# Фалеу

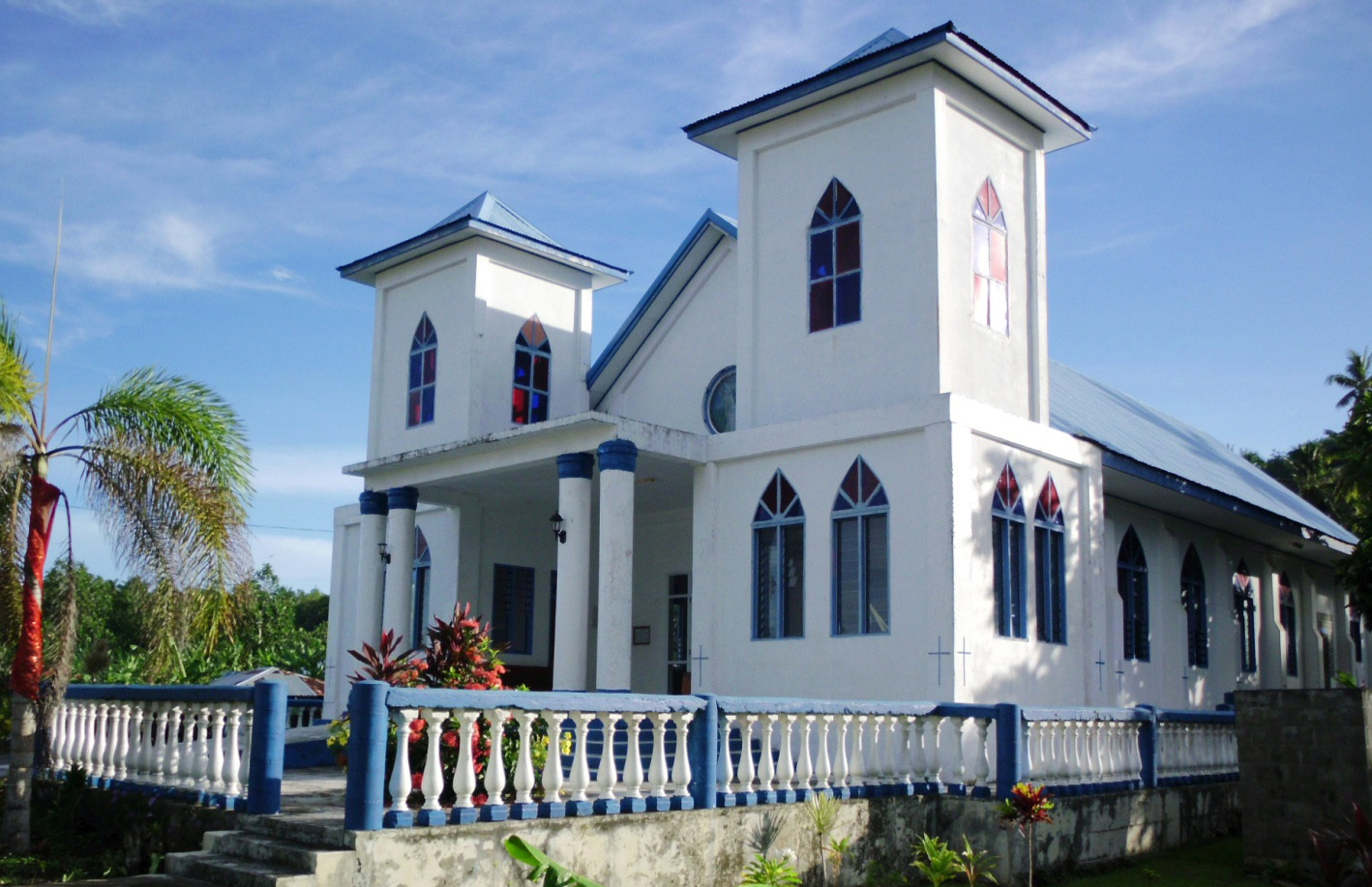
Здание церкви, дер. Фалеу

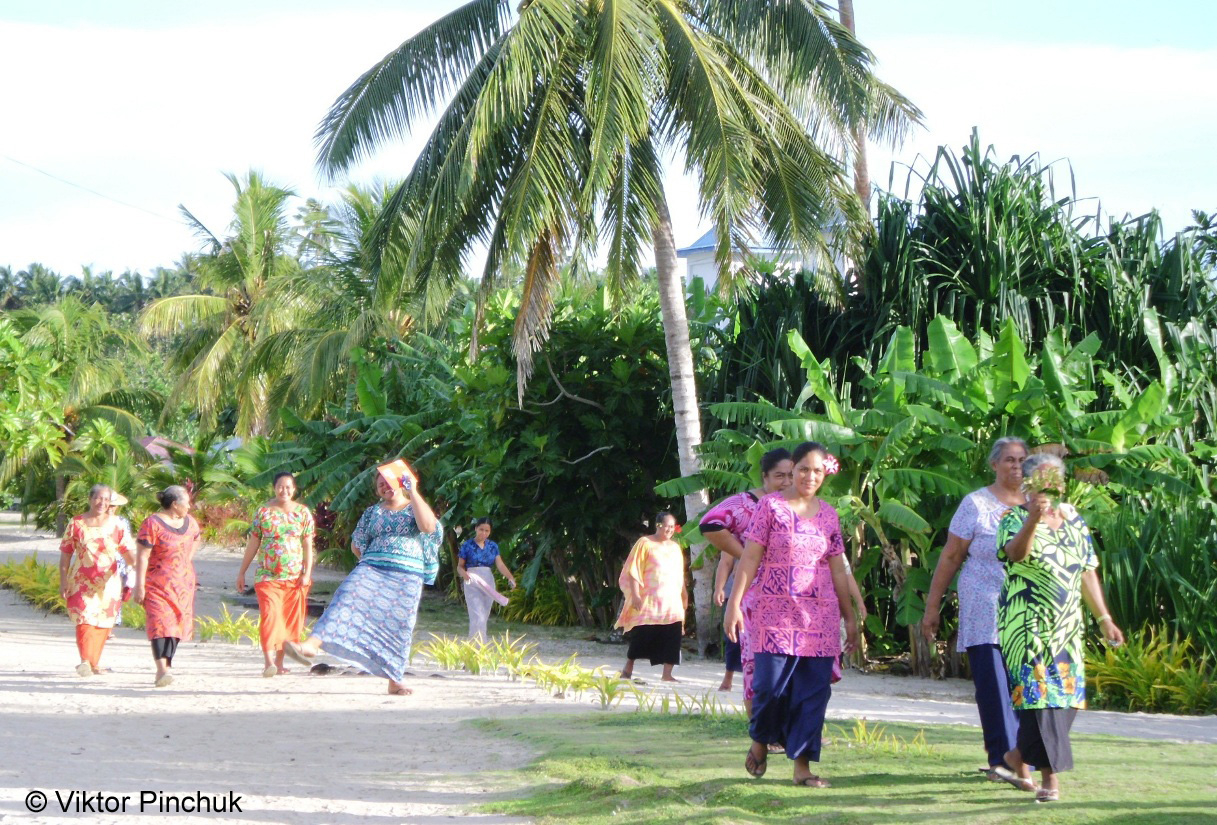
Островитянки, дер. Фалеу

Фалеу — один из четырех населенных пунктов острова Маноно в Западном Самоа, расположенный на одном из четырех населенных островов этого государства. Население деревни по состоянию на 2006 составляет 354 человек. В Фалеу находятся церковь, магазин, школа и порт. Фалеу является административным центром острова Маноно и самой крупной деревней этого острова. Также в этой деревне находится здание администрации Маноно.